# 斯坦福监狱实验

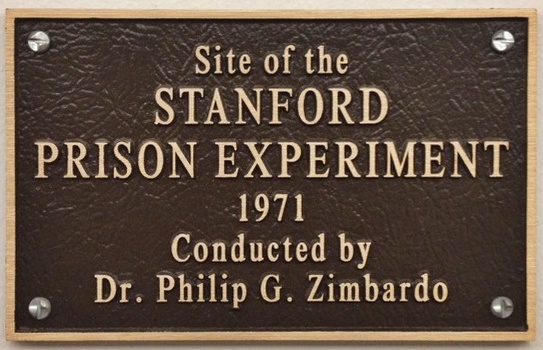
進行史丹福監獄實驗的地點的紀念牌匾

斯坦福监狱实验（英語：Stanford prison experiment）是1971年由美国心理学家菲利普·津巴多领导的研究小组於斯坦福大学心理学系大楼地下室的模拟监狱内，进行的一项关于人类对囚禁的反应以及囚禁对监狱中权威者和被监管者行为影响的心理学研究。充当看守和囚犯的都是大学生志愿者，實驗資助者是美國海軍研究辦公室。
囚犯和看守很快就适应自己的角色，危险與伤害也越來越嚴重。三分之一的看守被認为显示出“真正的”虐待狂倾向，许多囚犯在心理上受到创伤，有兩人不得不提前退出实验。最后，津巴多因为这个研究中日益泛滥的反社会行为而受到警告，提前终止整个实验。这种性格的变化被他称为“路西法效应”，借用上帝最宠爱的天使路西法后来堕落成魔鬼撒旦的故事來比喻。
斯坦福监狱实验经常被拿来与米尔格拉姆实验比较，米尔格拉姆实验是于1961年在耶鲁大学，由津巴多中学时代的好友斯坦利·米尔格拉姆開展的。
近年許多研究人員對斯坦福監獄實驗是否符合科學實驗提出質疑。

## 实验内容
研究小组在当地报纸上征集志愿者参与为期两周的监狱生活研究，志愿者每天能得到15美元的报酬（相当于2024年的$116美元）。最終，有75名大學生应征被招到斯坦福大学面试，接受一系列心理测试，其中24名被认为非常健康、正常的人被选中，絕大部分都來自白人中產階級。
實驗開始後，研究小組將24人随机指派為监狱的看守或囚犯。當時部分志愿者们表示他们更愿意饰演囚犯，部分是因为他们无法想像自己毕业后会去做看守。但這些志愿者们被告知，如果被分派去饰演囚犯，他们可能会被剥夺公民权利，并且只能得到最低限度的饮食和医学护理。而與此同時，那些負責饰演囚犯的人被告知在某个周日等在家里，那天他们被真的警察“逮捕”，随后被带到斯坦福大学心理学系地下室的模拟监狱。
第二天 “ 囚犯”便发起暴动，撕掉囚服上的编号、拒绝服从命令、取笑看守。津巴多要求看守们采取措施控制住局面。他们采取的措施包括强迫囚犯做俯卧撑、脱光他们的衣服，拿走他们的饭菜、枕头、毯子和床、让他们空着手清洗马桶。最后局面完全失控。
第五天，津巴多的同事克莉絲汀（后来成为他的妻子）受邀来到实验场所观察，並質疑这项实验的倫理道德。
第六天，津巴多停止实验。

## 结论
模拟监狱情境能在监狱看守人员和他们所监禁的人心目中创造一种全新的社会现实——真实的监狱。
个人的性情并不像我们想像得那般重要，善恶之间并非不可逾越，环境的压力会让好人做出可怕的事情。在实验开始的时候，两组人之间没有任何区别，不到两个星期之后，他们之间已经变得没有共同之处。尤其显著的是，囚犯们怀疑分组并不是随机的，他们认为看守的身高比自己高，但是其实两组人的平均身高是一样的。
津巴多试图用他的实验解释很多问题，包括飞行事故、人在面对恶行时的无动于衷、护士对病人的不当处置以及自杀式袭击者和恐怖分子的行为。由于对自己角色的认识，护士会过度服从医生的安排，哪怕明知医生开出的剂量远远大于规定的剂量；有四分之一的飞行事故的原因之一都是由于副机长过于服从机长的错误判断。
津巴多虽然强调人们容易受到环境的影响而作恶，但他乐观地指出，按照他的“十步法 （页面存档备份，存于）”，人们同样能够顶住压力，英勇地违抗“路西法效应”。先是承认自己的错误，最后是拒绝为了所谓的人身安全而牺牲自由，相信自己能够反对任何不公正的制度。他举的道德英雄包括抵抗麦卡锡主义、种族隔离、反对越战的人。
有一个问题是，当津巴多说好人变成坏人时，那些“坏人”并不认为自己變成坏人，他们要么认为受害者罪有应得，要么认为自己只是采用恶的手段来实现其正当的目的，用目的的合理性为自己采取的手段辩护——虐囚的士兵是为了获取反恐所需的情报，恐怖分子是为了民族解放，在他们的同仁眼里他们也是道德英雄。这根本上是不同的善之间的冲突，而不是善和恶之间的冲突，已经超出心理学的范畴。
十步法
1、承认自己的错误。
2、独立思考，常去觉察和反省自己的经历、行为和人生。
3、担当责任。
4、做最好的自己。
5、尊重（服从）正义正当的权威，而不是邪恶的权威。
6、融入群体的同时要保留自己的独立性（自我）。
7、保持对“成规”的警惕。
8、拥有最佳的时间观念。
9、不为了假象而牺牲人类的权利和自由。
10、反抗任何不公。

## 爭議
2018年中，記者布林(Ben Blum)對斯坦福監獄實驗提出了疑問，當中主要有六點：
1. 實驗中的「監獄職員」曾指示「守衛」要「強硬」，影響他們的行為及扭曲實驗結果；
2. 其中一名「守衛」刻意殘暴，以協助實驗如津巴多所希望般進行；
3. 其中一名「囚犯」指其精神崩潰是騙局；
4. 一名職員公開譴責史丹福監獄實驗有缺陷及不誠實；
5. 英國研究隊伍未能重複監獄實驗的結果；
6. 津巴多在未經同行審查的刊物刊登結果，以避免拒絕刊登論文。

### 回應
對以上的指控，津巴多做出回應：
1. 他給「守衛」的指引是他們應該「維持規則及秩序」，並沒有直接要求「守衛」以暴力對待「囚犯」；由於他並沒有給予「守衛」任何關於如何管理「囚犯」的直接指示，他認為他的指引不會直接造成「守衛」的暴力行為；
2. 對於其中一位「守衛」艾殊文（David Eshelman）聲稱在演戲以令實驗成功，津巴多認為在實驗後期艾殊文的行為已經超越一個「守衛」應有的行為，例如要求「囚犯」扮演肛交以羞辱他們；津巴多認為這表示着監獄實驗並非騙局，擔任不同角色的人確實受到影響。
3. 津巴多聲稱布林文中引用的實驗顧問兼假釋犯皮斯葛特（Carlo Prescott）的文章其實是由電影編劇及監製拿沙路（Michael Lazarou）所寫，而拿沙路一直對實驗持負面態度。
4. 另一個批評是實驗結果無法被英國的一項重複實驗複製。對此，津巴多指出這個實驗的參加者都知道他們的行為將會在電視上播出，而且實驗人員不斷介入實驗，令實驗的實質情況和原本的實驗大為不同，不能作為有力的反駁。
5. 津巴多解釋他選擇在《紐約時報雜誌》發表文章是希望接觸到全國讀者。

## 相关影视节目
《死亡實驗》是2001年以小說《黑盒》改編的德國電影，該小說則是基於斯坦福大學監獄實驗寫成。2010年被改編為《叛獄風雲》。2015年由Kyle Patrick Alvarez執導的同名電影《史丹佛監獄實驗》（The Stanford Prison Experiment）詳實重現當時實驗的過程。

## 外部連結
- （英文） 官方网站 （页面存档备份，存于）
- （英文） 斯坦福监狱实验的官方網站 （页面存档备份，存于）
- 互联网电影数据库（IMDb）上《史丹福監獄實驗》的资料（英文）
- 研究人類行為，需要多少監管？ - *CUP （页面存档备份，存于）
- 尼爾：入戲太深的路西法 - *CUP （页面存档备份，存于）